# This House Is Not for Sale
| Recensione      | Giudizio |
| --------------- | -------- |
| AllMusic        | [ 4 ]    |
| Classic Rock    | [ 5 ]    |
| Kerrang!        | [ 6 ]    |
| Rockol          | [ 7 ]    |
| The Arts Desk   | '        |
| The Guardian    | [ 9 ]    |
| The Independent | [ 10 ]   |

This House Is Not for Sale è il quattordicesimo album in studio del gruppo musicale statunitense Bon Jovi, pubblicato il 4 novembre 2016 dalla Island Records.
Il primo singolo estratto è la titletrack This House Is Not for Sale, pubblicata il 12 agosto 2016. Prodotto da John Shanks, l'album è stato registrato tra il 2015 e il 2016 agli Avatar Studios di New York, gli stessi studi dove la band registrò l'omonimo album di debutto nel 1983.
(Jon Bon Jovi)
Si tratta del primo album studio a cui non ha collaborato lo storico chitarrista della band Richie Sambora, il primo a cui ha collaborato il chitarrista canadese Phil X e il primo in cui non compare il songwriter Desmond Child come coautore.

## Concezione
Il 18 novembre 2014, in un'intervista con la catena di Pierre Robert Radio WMMR-FM, Jon Bon Jovi ha detto di aver iniziato a lavorare su nuove canzoni per il prossimo album dei Bon Jovi.
Ha anche confermato che il chitarrista Richie Sambora ha lasciato la band. Egli ha anche detto che le porte sono aperte per lui, se vuole tornare nella band, ma lui pensa che sia impossibile. Jon ha detto:
(Jon Bon Jovi)
Nel numero di febbraio 2015 della rivista People Jon ha detto che circa 12 canzoni sono state scritte e l'ispirazione per scrivere le canzoni venivano dalla lettura dei giornali. Nell'aprile 2015 Jon ha firmato un accordo con Irving Azoff, che rappresenta Bon Jovi in tutti i settori.
Il 21 agosto 2015 i Bon Jovi hanno pubblicato l'album Burning Bridges; un album registrato soprattutto per i fans e anche per accompagnare i Bon Jovi Live! nel tour asiatico. Esso comprende canzoni che sono state mai finite e canzoni che sono state completate, ma mai pubblicate, e un paio di nuove canzoni.  Ha detto circa l'album:
(Jon Bon Jovi)
Il 30 settembre, 2015, in un'intervista per un star2.com, Jon ha confermato che l'album si chiamerà This House Is Not for Sale descrive l'album come "tornare di nuovo all'inizio." Descrivendo l'album, anche lui ha detto: "Questo disco è sulle nostre questioni di integrità e l'integrità sono in una fase della nostra carriera non abbiamo nulla da dimostrare Alcune canzoni hanno un po' 'di più dei" chip audio.. . la mia spalla, "Va bene per noi in questo momento".
Jon spiega le difficoltà incontrate nello scrivere l'album tra il 2014 al 2015: 
(Jon Bon Jovi)
Nel marzo 2016, durante un concerto solista a Nashville, Jon ha confermato che l'album è finito. Inoltre ha confermato che l'album uscirà nell'autunno del 2016, e che la band andrà in tour da febbraio 2017.
Il 25 maggio, 2016, i Bon Jovi hanno annunciato attraverso i social network e il loro sito web che l'album era finito. Più tardi, il 5 agosto hanno annunciato ufficialmente che il primo singolo, che ha lo stesso titolo come l'album sarebbe stato pubblicato il 12 agosto, il giorno della pubblicazione del singolo è stato annunciato che l'album uscirà il 4 novembre 2016.

## Successo commerciale
L'album ha debuttato alla posizione numero 1 nelle classifiche americane di Billboard 200, con 129.000 unità equivalenti dell'album (album-equivalent unit), tra cui 128.000 copie di vere vendite. Questo è il loro 13º disco nella top ten e il 6º album in cima alle classifiche degli Stati Uniti:
- Slippery When Wet (1986)
- New Jersey (1988)
- Lost Highway (2007)
- The Circle (2009)
- What About Now (2013)
- This House Is Not For Sale (2016)

Nella seconda settimana, This House Is Not for Sale è sceso dalla prima posizione alla posizione numero 43, il più grande calo dal numero uno nella storia della Billboard 200. Nella terza settimana , è sceso alla posizione numero 127, che lo rende il più breve numero uno della storia nella top 100 della Billboard 200. Nella quarta settimana l'album è sceso alla 166ª posizione.
Nel Regno Unito, l'album ha debuttato al numero cinque nella classifica della Official Albums Chart, vendendo 21.448 copie nella prima settimana.
Nella prima settimana, dalla pubblicazione, This House Is Not For Sale ha debuttato alla posizione numero 1 nella World Top 50 Albums con 243.900 copie vendute.
Nella seconda settimana, dalla pubblicazione, si è posizionato alla posizione 12 nella World Top 50 Albums con 54.400 copie vendute.
Nella terza settimana si è posizionato alla posizione 40 nella World Top 50 Albums con 25.600 copie vendute.

## Tracce[22]
1. This House Is Not for Sale – 3:36 (Jon Bon Jovi, John Shanks, Billy Falcon)
2. Living With the Ghost – 4:44 (Jon Bon Jovi)
3. Knockout – 3:29 (Jon Bon Jovi, John Shanks)
4. Labor Of Love – 5:03 (Jon Bon Jovi, John Shanks, Billy Falcon)
5. Born Again Tomorrow – 3:33 (Jon Bon Jovi, John Shanks, Billy Falcon)
6. Roller Coaster – 3:40 (Jon Bon Jovi, Chris DeStefano, Ashley Gorley)
7. New Year's Day – 4:27 (Jon Bon Jovi, Billy Falcon)
8. The Devil's In The Temple – 3:19 (Jon Bon Jovi, Billy Falcon)
9. Scars on This Guitar – 5:06 (Jon Bon Jovi, Billy Falcon, Brett James)
10. God Bless This Mess – 3:23 (Jon Bon Jovi)
11. Reunion – 4:20 (Jon Bon Jovi)
12. Come On Up To Our House – 4:35 (Jon Bon Jovi, John Shanks)

Bonus Tracks - Edizione Deluxe
1. Real Love – 4:34 (Jon Bon Jovi, Billy Falcon)
2. All Hail The King – 4:54 (Jon Bon Jovi, Chris DeStefano, Ashley Gorley)
3. We Don't Run – 3:16 (Jon Bon Jovi, John Shanks)
4. I Will Drive You Home – 4:42 (Jon Bon Jovi, Billy Falcon, Luke Laird)
5. Goodnight New York – 3:53 (Jon Bon Jovi, John Shanks, Billy Falcon)

Bonus Tracks - Edizione Target e giapponese
1. Touch of Grey – 4:07 (Jon Bon Jovi, Billy Falcon, Brett James)

Bonus Tracks - Edizione Tidal
1. Color Me In – 4:02

## Riedizione 2018: This House Is Not for Sale (When We Were Us)
Il 23 febbraio 2018 è stata pubblicata una riedizione dell'album contenente due tracce inedite: When We Were Us e Walls.
In occasione della riedizione l'album è ritornato per la seconda volta al primo posto della Billboard 200, beneficiando della sua vendita associata a quella dei biglietti del tour.
This House Is Not for Sale (When We Were Us) detiene il record negativo, è sceso dalla prima posizione alla posizione numero 168, per la seconda volta è il più grande calo dal numero uno nella storia della Billboard 200.

## Formazione
Gruppo
- Jon Bon Jovi – voce
- David Bryan – tastiera, pianoforte, cori
- Tico Torres – batteria, percussioni
- Hugh McDonald – basso, cori
- Phil X – chitarra solista, cori

Altri musicisti
- John Shanks – chitarra, cori
- Lorenza Ponce – viola, violino in Real Love
- Amy Ralske – violoncello in Real Love
- Thomas Dutton – programmazione e tastiere in Knockout
- Carl Falk – programmazione in Knockout, Born Again Tomorrow, Rollercoaster, Reunion

## Classifiche

### Classifiche settimanali
| Classifica (2016) | Posizione massima |
| ----------------- | ----------------- |
| Argentina         | 5                 |
| Australia         | 1                 |
| Austria           | 1                 |
| Belgio (Fiandre)  | 9                 |
| Belgio (Vallonia) | 33                |
| Brasile           | 9                 |
| Canada            | 3                 |
| Croazia           | 15                |
| Finlandia         | 10                |
| Francia           | 53                |
| Germania          | 3                 |
| Giappone          | 6                 |
| Grecia            | 29                |
| Irlanda           | 7                 |
| Israele           | 3                 |
| Italia            | 6                 |
| Nuova Zelanda     | 20                |
| Paesi Bassi       | 8                 |
| Polonia           | 34                |
| Portogallo        | 4                 |
| Regno Unito       | 5                 |
| Repubblica Ceca   | 4                 |
| Scozia            | 5                 |
| Spagna            | 2                 |
| Stati Uniti       | 1                 |
| Svezia            | 10                |
| Svizzera          | 2                 |
| Ungheria          | 11                |

### Classifiche di fine anno
| Classifica (2016) | Posizione |
| ----------------- | --------- |
| Australia         | 71        |
| Austria           | 49        |
| Svizzera          | 80        |